# Bakonydraco
Bakonydraco es un género de pterosaurios pterodactiloideos de la familia de los azdárquidos que vivió el lo que hoy es Hungría durante el Cretácico Superior. Su nombre significa "dragón de Bakony", pues fue hallado en las montañas de Bakony, en la Formación Csehbánya, en Iharkút, en el condado de Veszprém, al occidente de Hungría.
El género fue nombrado en 2005 por David Weishampel, Atilla Ősi y Jianu Coralia. La especie tipo es Bakonydraco galaczi. El nombre del género se refiere a las montañas Bakony Mountains y al latín draco, "dragón". La especie galaczi recibe su nombre en honor al Profesor András Galácz, que ayudó a los autores en el Programa de Investigación de Iharkút. El género está basado en MTM Gyn/3, una mandíbula inferior casi completa. También tiene asignadas partes de sínfisis de otra mandíbula (donde se encuentran las dos mitades de la mandíbula), el espécimen paratipo MTM Gyn/4, 21; los huesos del ala de azdárquido y las vértebras del cuello de la misma área también pueden pertenecer a éste.

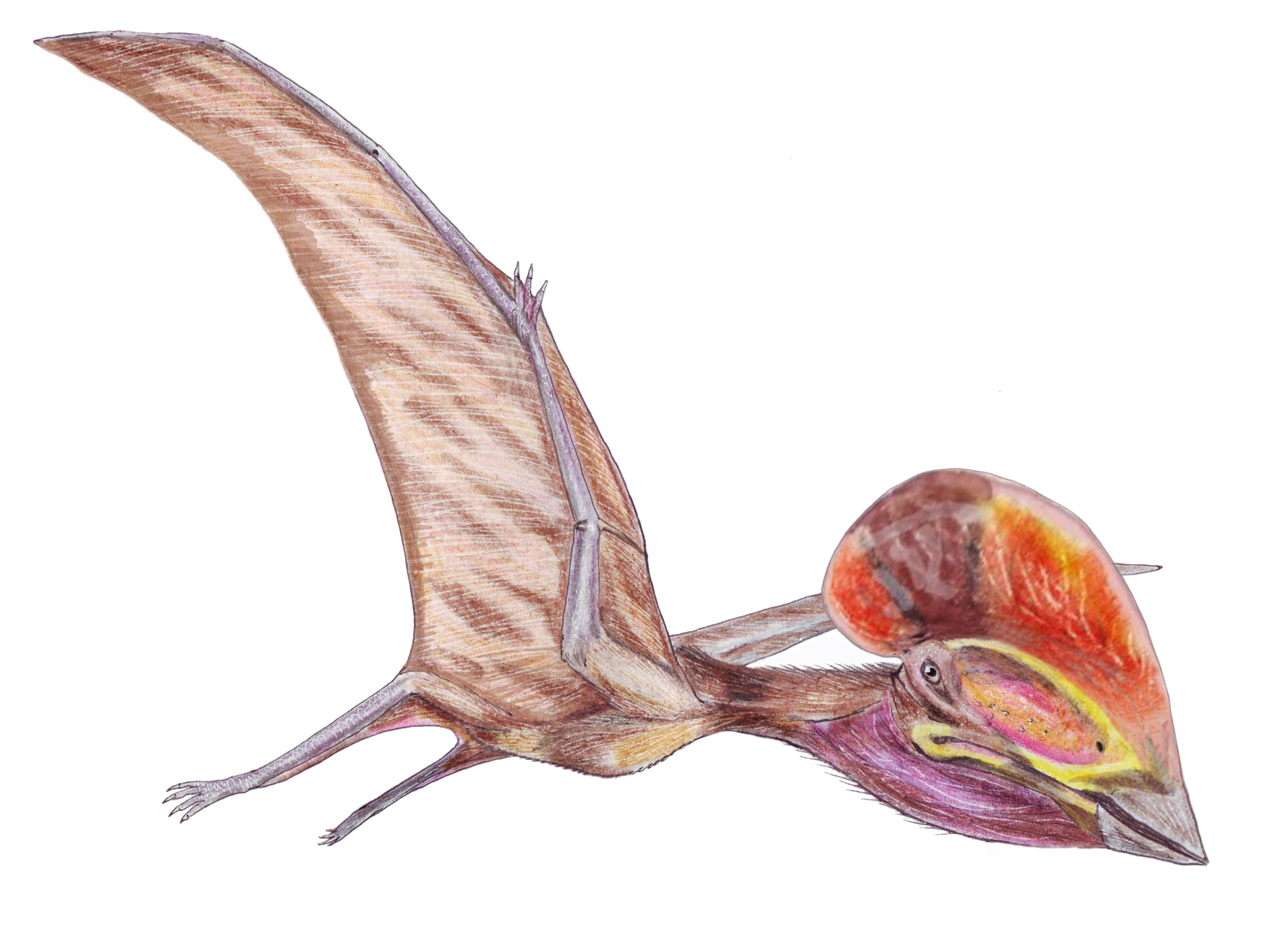
Bakonydraco galaczi.

## Descripción
Probablemente medía entre 3,5 y 4 metros de envergadura, siendo un pterosaurio mediano. Su mandíbula inferior no tenía dientes. Ambas mandíbulas estaban fusionadas hasta la mitad de toda su longitud. Su pico es como una punta de una flecha y mide 29 cm de longitud.
Dado que la mandíbula es relativamente más alta que en otros azdárquidos, y es similar a la de Tapejara, Bakonydraco puede haberse alimentado de forma diferente a otros azdárquidos. Puede haber sido piscívoro (alimentándose de pequeños peces), o bien un frugívoro. El descubrimiento de este género establece la presencia de azdárquidos en el Cretácico Superior de Hungría, lo que sugiere que en esa época se habían constituido en la especie dominante de pterosaurios en Europa.
Andres et al. 2013 han propuesto que Bakonydraco es en realidad un tapejárido, siendo el taxón hermano de Tapejara y Tupandactylus. Ciertamente, el artículo original de descripción de esta especie comparó la mandíbula del holotipo con Tapejara y Sinopterus, implicando sus afinidades con este clado (o al menos un alto grado de convergencia). Si Bakonydraco es un tapejárido, representaría el único registro del Cretácico Superior de Tapejaridae conocido hasta la fecha.